# Concours d'architecture de la Ville de Bruxelles (1872-1876)

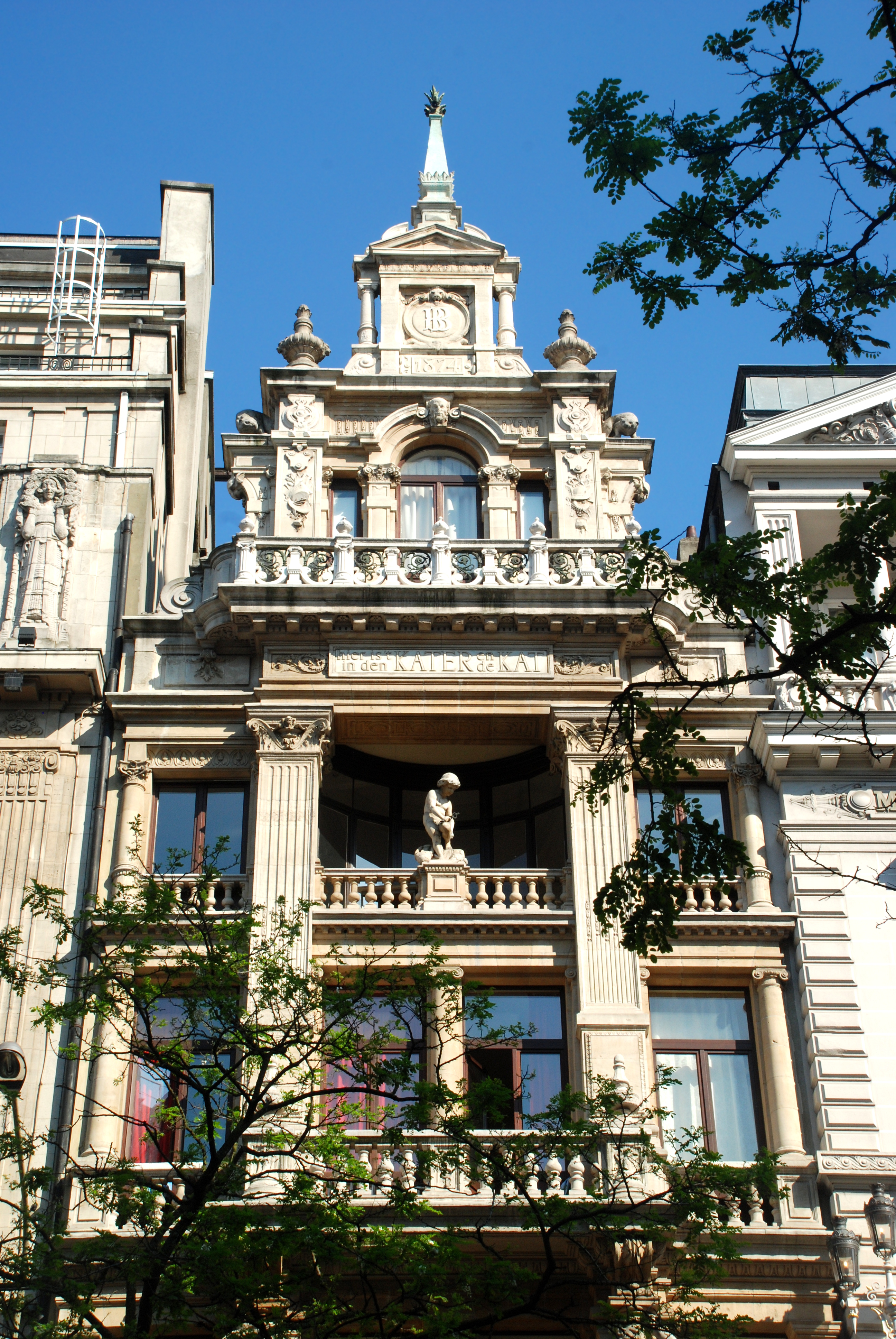
Maison des Chats
Architecte Henri Beyaert
1er prix

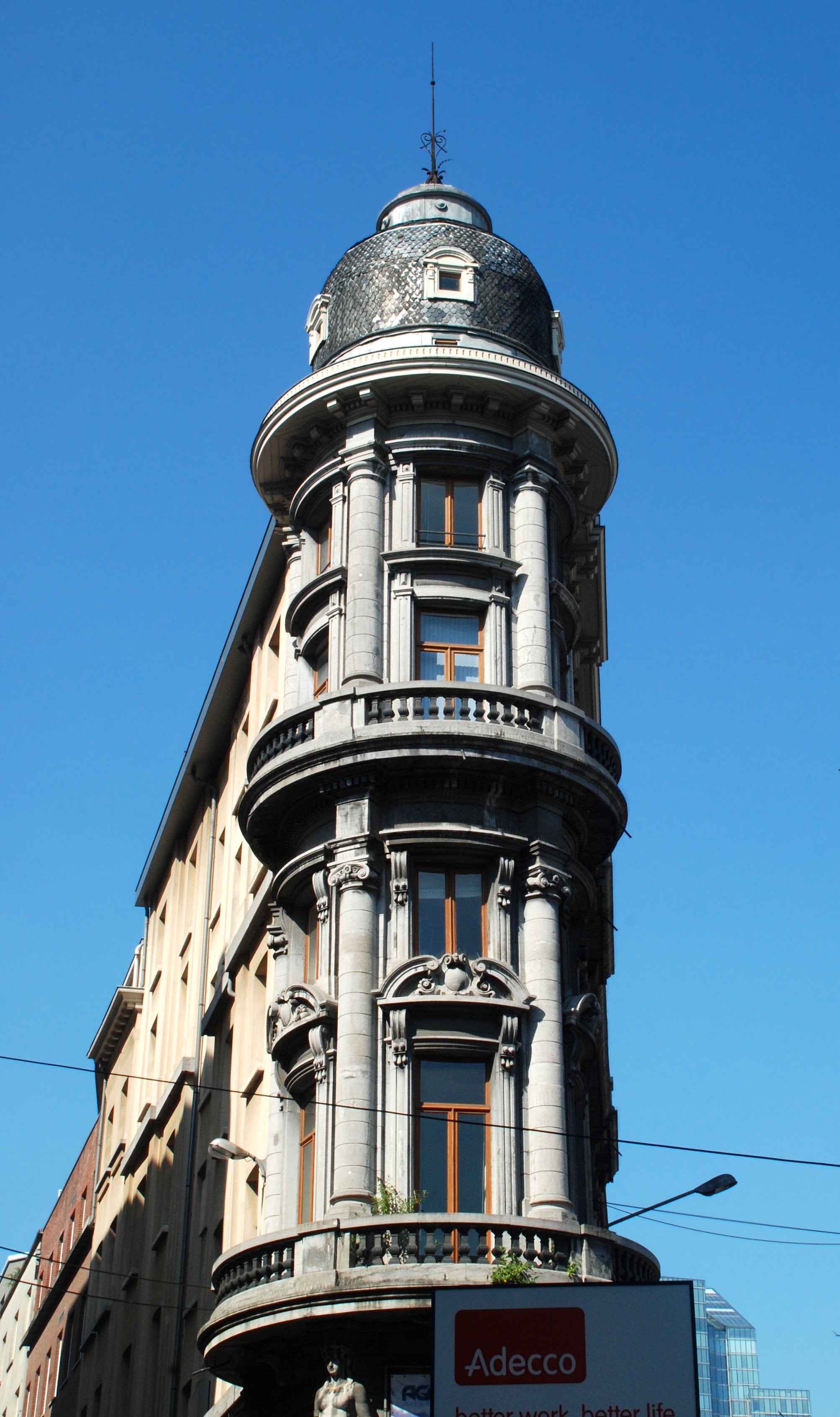
Immeuble « Le Printemps »
Architecte Adolphe Vanderheggen
4e prix

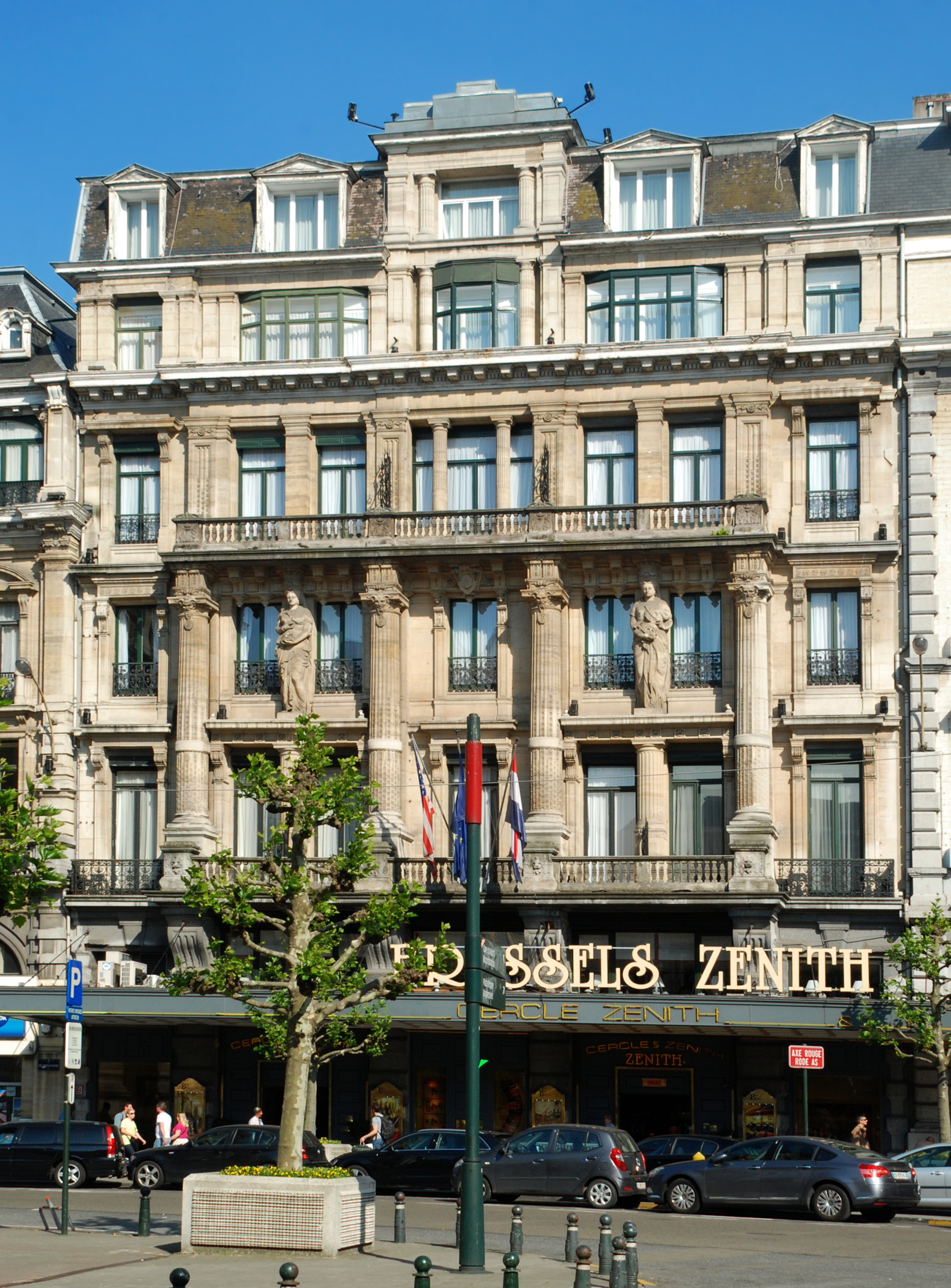
Café Métropole
Architecte Gédéon Bordiau
13e prix

Le concours d'architecture organisé par la Ville de Bruxelles en 1872-1876 est un concours de façades qui a eu pour but de stimuler la reconstruction aux abords des boulevards du centre de la ville de Bruxelles en Belgique, à la suite des travaux de voûtement de la Senne lancés en 1865 et de la création de ces « boulevards du Centre ».

## Historique

### Voûtement de la Senne et création des boulevards du Centre
Décrite, au XVIIIe siècle encore, comme une rivière au « cours utile et agréable », la Senne n'est plus, au siècle suivant, qu'un « dépotoir, non seulement des industries groupées sur ses bords, mais de toutes les maisons riveraines ».
En 1865, le roi Léopold II, s'adressant au jeune bourgmestre de Bruxelles Jules Anspach, formule le vœu que Bruxelles « réussira à se débarrasser de ce cloaque qu'on appelle la Senne » avant la fin de son règne.
En octobre 1865, le conseil communal de la ville de Bruxelles adopte un projet établi par l'architecte Léon Suys qui vise à supprimer les bras secondaires de la rivière, à rectifier le cours sinueux de son bras principal et à le voûter entre la gare du Midi et le nord de la ville.
C'est ainsi qu'apparaissent les boulevards du centre (nommés initialement boulevards du Hainaut, Central, du Nord et de la Senne et renommés ultérieurement boulevards Lemonnier, Anspach, Max et Jacqmain).

### Concours d'architecture
Afin de stimuler la reconstruction aux abords de ces boulevards, la Ville de Bruxelles organise deux concours d'architecture pour les périodes 1872-1876 et 1876-1878, en laissant la plus grande liberté aux architectes : aucune unité de style n'est recherchée ni imposée et la composition monumentale sera de facto éclectique tout au long de cette immense perspective.

## Palmarès
1. Maison des Chats (architecte Henri Beyaert, 1873-1875),
2. Café de la Bourse (architecte Émile Janlet, 1874)
3. Immeuble de rapport et de commerce, place de Brouckère 37-39A  (architecte Émile Janlet, 1872)
4. Immeuble « Le Printemps » (architecte Adolphe Vanderheggen, 1875),
5. Maison de rapport disparue, boulevard Anspach (architecte E. Flanneau, 1872)
6. Maison de rapport disparue, boulevard Anspach (architecte Adolphe Samyn, 1872)
7.  Maison Thonet (architecte Félix Laureys, 1872)
8. Maison presbytérale de l'église Notre-Dame du Finistère (architecte Constant Almain de Hase, 1872-1874),
9. Maison disparue, place de Brouckère, (architecte Henri Maquet)
10.
11. Siège des Compagnies Belges d'Assurances Générales (A.G.), boulevard Émile Jacqmain 53 (architecte Désiré De Keyser, 1875) (détruit et reconstruit en 1957 et dans les années 2000)
12.
13. Café Métropole (architecte Gédéon Bordiau, 1872) 
14. Boulevard Anspach n° 117 (architecte A. Verdussen, 1872)
15. Immeuble disparu, angle du boulevard Adolphe Max et du boulevard du Jardin Botanique (architecte F. Pauwels, 1873-1874)
16. Boulevard Adolphe Max n° 142-144 (architecte Van Autgaerden, 1873)
17. Boulevard Anspach n° 95 (architecte J. Olive, 1874)
18. Immeuble disparu, boulevard Émile Jacqmain (architecte Adolphe Samyn, 1873)
19.
20. Place de Brouckère n° 19-21 (architecte J. Haricq, 1872)